# Сколопит
Сколопит (Сколопетий) — мифический скифский юноша из царского рода. Упоминается Юстином и Орозием. Его имя, возможно, связано с названием сколотов, предполагалась также связь с иранским корнем со значением «молодой, несовершеннолетний».
У Юстина он назван юношей царского рода, который вместо с Плином был изгнан с родины из-за происков вельмож и, собрав много молодых людей, покорил Фемискирскую равнину возле Фермодонта. Орозий, в целом пересказывая Юстина, несколько смещает акцент: у него Плин и Сколопетий — цари, изгнанные с родины в результате мятежа знати.
Войско Плина и Сколопита совершало много лет набеги на окрестные племена, но те договорились друг с другом, устроили засаду для скифов и перебили их. Вдовы скифских воинов стали амазонками.